# La Bruyère (Namur)
 (décembre 2024).
Pour les articles homonymes, voir La Bruyère.
La Bruyère (prononcé [la bʁɥijɛʁ] ou [la bʁujɛʁ] ; en wallon Les Brouhires) est une commune francophone de Belgique située en Région wallonne dans la province de Namur. Rhisnes en est le centre administratif mais doit son nom à un lieu-dit de l'ancienne commune de Saint-Denis.

## Origine du nom

### Les Hospitaliers
Avant la fusion des communes de 1977, La Bruyère n'était pas une commune, mais un domaine comprenant l'ancienne commanderie des Hospitaliers de l'Ordre de Saint-Jean de Jérusalem (château-ferme) qui faisait partie de la commune de Saint-Denis.

## Géographie

### Sections
La Bruyère est composée des anciennes communes suivantes :
| # | Nom               | Superficie (km2) | Habitants (2020) | Habitants par km2 | Code INS |
| - | ----------------- | ---------------- | ---------------- | ----------------- | -------- |
| 1 | Émines            | 10,48            | 1.641            | 157               | 92141A   |
| 2 | Rhisnes           | 7,12             | 1.975            | 277               | 92141B   |
| 3 | Bovesse           | 4,10             | 878              | 214               | 92141C   |
| 4 | Saint-Denis       | 9,02             | 1.355            | 150               | 92141D   |
| 5 | Meux              | 12,18            | 2.198            | 181               | 92141E   |
| 6 | Villers-lez-Heest | 4,25             | 427              | 100               | 92141F   |
| 7 | Warisoulx         | 5,89             | 758              | 129               | 92141G   |

### Communes limitrophes
| Gembloux |            | Éghezée |
|          | La Bruyère |         |
| Temploux | Suarlée    | Namur   |

### Hydrographie
La Bruyère est arrosée par le Houyoux, un affluent de la Meuse.

## Démographie

### Démographie: Commune fusionnée
En tenant compte des anciennes communes entraînées dans la fusion de communes de 1977, on peut dresser l'évolution suivante :
Les chiffres des années 1831 à 1970 tiennent compte des chiffres des anciennes communes fusionnées.
- Source: DGS, de 1831 à 1981=recensements population ; à partir de 1990 = nombre d'habitants chaque 1er janvier[1]

## Héraldique
|  | La commune possède des armoiries. Elles ne semblent pas officielles (toute information bienvenue). Blasonnement : De sinople au chateau-ferme de La Bruyère d'argent, chapé d'or à deux branches (ou brins) de bruyère au naturel. |

## Politique et administration

### Conseil et collège communal 2024-2030
| Collège communal   |                    |                                      |
| ------------------ | ------------------ | ------------------------------------ |
| Bourgmestre        | Yves Depas         | PS - .Bé                             |
| 1er Échevin        | Grégory Charlot    | Les Engagés - Démocrates & Bruyèrois |
| 3e Échevine        | Valérie Buggenhout | Démocrates & Bruyèrois               |
| 4e Échevin         | Baudouin Botilde   | PS - .Bé                             |
| Présidente du CPAS | Régine Baudouin    | Démocrates & Bruyèrois               |

## Patrimoine et culture

### Patrimoine architectural
- L'église Saint-Georges de Villers-lez-Heest. Construite en 1891 en style néo-gothique par l'architecte Jamar. Inspiré de l'architecture anglaise avec la tour crénelée[2].
- Ferme de la Bruyère à Saint-Denis. Ancien bien de l'Ordre du Temple qui passa aux Chevaliers de Malte au XIVe siècle et fit partie des propriétés de la Commanderie de Chantraine[3].
- Église Saint-Didier de Rhisnes, de style néo-roman dont la construction date de 1841, le clocher a été reconstruit en 1948[4].

## Économie
Cette commune rurale et agricole de la Hesbaye namuroise est située entre les villes de Gembloux et de Namur. Elle est traversée, à l'ouest, par la ligne de chemin de fer 161 reliant Namur à Bruxelles et est localisée à proximité de deux axes routiers nord-sud importants, la route nationale 4 d'une part et l'autoroute E411 d'autre part. La Bruyère se distingue par les revenus les plus élevés par habitant de la province de Namur, ainsi que par son faible taux de chômage.

## Personnalités Bruyèroises
- Antoine Vanackère[5].
- Nafissatou Thiam.

### Citoyen d'Honneur
Le 25 août 2016, Nafissatou Thiam reçoit le titre de « Citoyen d'Honneur » de la commune de La Bruyère à la suite de sa médaille d'or gagnée à l'heptathlon lors des Jeux Olympiques de Rio.